# Drosophila hamatofila
Drosophila hamatofila este o specie de muște din genul Drosophila, familia Drosophilidae, descrisă de Patterson și Wheeler în anul 1942. Conform Catalogue of Life specia Drosophila hamatofila nu are subspecii cunoscute.